# Платинаэрбий
Платинаэрбий — бинарное неорганическое соединение
платины и эрбия
с формулой PtEr,
кристаллы.

## Получение
- Сплавление стехиометрических количеств чистых веществ:

{\displaystyle {\mathsf {Pt+Er\ {\xrightarrow {1660^{o}C}}\ ErPt}}}

## Физические свойства
Платинаэрбий образует кристаллы
ромбической сингонии,
пространственная группа P nma,
параметры ячейки a = 0,6904 нм, b = 0,4453 нм, c = 0,5512 нм, Z = 4,
структура типа борида железа FeB.
Соединение конгруэнтно плавится при температуре 1660 °C.